# Семь чудес Бельгии
Семь чудес Бельгии (или Семь шедевров бельгийского искусства) — концепция, выдвинутая в семидесятых годах XX века, основной сутью которой было на общенародном голосовании выбрать наиболее известные и общепризнанные творения из представленных ведущих предметов искусства бельгийского наследия. Семи лучшим из них было отведено главное место. Из политкорректных соображений предметы были отобраны в соответствии с бельгийским территориальным делением: три предмета находятся во Фландрии, три в Валлонии и один в Брюссельском столичном регионе. Помимо этого, географическое расположение также пропорционально хронологическому распределению выбранных шедевров.
| Название                  | Создатель              | Местоположение                             | Город     | Время создания               | Изображение |
| ------------------------- | ---------------------- | ------------------------------------------ | --------- | ---------------------------- | ----------- |
| Купель                    | Ренье де Юи            | Церковь Св. Варфоломея                     | Льеж      | В период с 1107 по 1118 годы |             |
| Мощевик Собора Богоматери | Николай Верденский     | Казначейство Собора Богоматери (Турне)     | Турне     | 1205                         |             |
| Сокровище Гуго д’Уаньи    | Гуго д’Уаньи           | Церковь Девы Марии                         | Намюр     | В период с 1228 по 1238      |             |
| Гентский алтарь           | Ян и Хуберт ван Эйк    | Собор Святого Бавона                       | Гент      | 1432                         |             |
| Рака Святой Урсулы        | Ханс Мемлинг           | Музей Ханса Мемлинга                       | Брюгге    | 1489                         |             |
| «Падение Икара»           | Питер Брейгель Старший | Королевский музей изящных искусств Бельгии | Брюссель  | ок. 1558                     |             |
| «Снятие с креста»         | Питер Пауль Рубенс     | Собор Антверпенской Богоматери             | Антверпен | 1611                         |             |